# Gare de Kikuna
La gare de Kikuna (菊名駅, Kikuna-eki) est une gare ferroviaire de la ville de Yokohama, dans la préfecture de Kanagawa, au Japon. La gare est desservie par les lignes des compagnies JR East et Tōkyū.

## Situation ferroviaire
La gare de Kikuna est située au point kilométrique (PK) 4,8 de la ligne Yokohama et au PK 18,8 de la ligne Tōkyū Tōyoko.

## Histoire
La gare a été inaugurée le 14 mars 1926 par les chemins de fer de Tokyo-Yokohama sur l'actuelle ligne Tōkyū Tōyoko. La gare de la ligne Yokohama ouvre le 1er septembre de la même année.

## Services aux voyageurs

### Accès et accueil
La gare dispose d'un bâtiment voyageurs, avec guichets, ouvert tous les jours.

### Desserte
- Ligne Yokohama :
  - voie 1 : direction Higashi-Kanagawa
  - voie 2 : direction Hachiōji
- Ligne Tōkyū Tōyoko :
  - voies 3 et 4 : direction Yokohama (interconnexion avec la ligne Minatomirai pour Motomachi-Chūkagai)
  - voies 5 et 6 : direction Shibuya (interconnexion avec la ligne Fukutoshin pour Kotake-Mukaihara et Wakōshi)